# Frank Chance
Frank Leroy Chance (Fresno, California, Estados Unidos, 9 de septiembre de 1876-Los Ángeles, California, Estados Unidos, 15 de septiembre de 1924) fue un beisbolista de nacionalidad estadounidense. Jugó la mayor parte de su carrera para los Chicago Cubs de las Grandes Ligas, y durante varias temporadas se desempeñó como mánager y jugador al mismo tiempo. Logró dos títulos de Serie Mundial con los Cubs, con los que acumuló 768 victorias al mando de dicho equipo. Fue ingresado al Salón de la Fama del Béisbol en 1946.

## Biografía
Nació en la ciudad de Fresno, estado de California, y tras un paso por la Universidad de California con la intención de convertirse en dentista, se decidió jugar al béisbol en ligas independientes. Precisamente, en 1897 fue recomendado para el equipo de los Chicago Cubs (en ese entonces llamado Chicago Orphans), con los que firmó su contrato para la temporada de 1898. Ese año tuvo un aceptable desempeño en 53 juegos con ,279 como promedio de bateo.
Jugaba regularmente en la posición de receptor, hasta que en 1903 fue enviado a la primera base. Aunque tomó esa posición a regañadientes, mejoró sus estadísticas a la ofensiva desde entonces: esa misma temporada bateó por primera vez por encima de ,300, (logró ,327) y alcanzó 67 bases robadas, lo que le convirtió en el líder de la Liga Nacional en ese apartado. Nuevamente fue el mejor robador de bases en 1906 con 57 «estafas». En 1904 fue nombrado capitán del equipo.
En 1905 se convirtió en mánager de los Cubs sin dejar de lado su participación como jugador. Chance llevó al equipo al primer lugar de la liga con un registro de 116 victorias en temporada regular en 1906, una marca de las Mayores que sería igualada hasta el 2001 por los Seattle Mariners. En la disputa por la Serie Mundial, perdió en seis juegos ante el acérrimo rival de los Cubs, los Chicago White Sox (2-4). Pero el siguiente año (1907) ganó el «clásico de otoño», el primero para la franquicia ante los Detroit Tigers en cuatro juegos (4-0, con un empate). Nuevamente ambos equipos se enfrentaron en 1908 con otro triunfo para los Cubs en cinco juegos (4-1).
Los Cubs, siempre con Chance al mando y también como jugador, volverían a disputar el título en 1910, pero cayeron ante los Philadelphia Athletics en cinco juegos (1-4). Acabó su relación con los Cubs en 1912, y participó posteriormente con los New York Yankees en dos temporadas sin mucha suerte. Después de trabajar en un sembrado de naranjas de su propiedad en California, retornó a la dirección de un equipo de béisbol en la Liga de la costa del Pacífico, y en 1923 dirigió a los Boston Red Sox. Al acabar su relación con este equipo, con el que obtuvo una malograda marca de 61-91, aceptó tomar las riendas de los Chicago White Sox pero la muerte le sorprendió el 15 de septiembre de 1924 entre padecimientos de asma y tuberculosis.
Como jugador y mánager, Chance era reconocido por tener un carácter fuerte que no reconocía buenos modales en el terreno de juego. De hecho, también realizó peleas en las que se jugaban apuestas en los días de descanso entre temporadas. Además, sufrió de muchas lesiones en su carrera como pelotero, causadas por la intensidad con la que jugaba al béisbol.
Como mánager, ostenta el mejor promedio de victorias en el club con ,664. Asimismo tiene la mejor marca de robo de bases con 400, y lideró a los Cubs con el mejor promedio de bateo en cuatro temporadas (1903-1905, 1907). Como reconocimiento a su carrera, fue ingresado al Salón de la Fama del Béisbol en 1946.

## Estadísticas

### Como jugador
Estadísticas a la ofensiva de Frank Chance en las Grandes Ligas.
| Jugador      | Equipo (s) | JJ   | VB   | CA  | H    | 2B  | 3B | HR | RBI | BB  | K   | BR  | OR | AVG  |
| Frank Chance | CHC, NYY   | 1288 | 4299 | 798 | 1274 | 200 | 79 | 20 | 596 | 556 | 320 | 400 | 0  | ,296 |

JJ: Juegos jugados, VB: Veces al bate, CA: Carreras anotadas, H: Hits, 2B: Dobles, 3B: Triples, HR: Home runs, RBI: Carreras empujadas, BB: Bases por bolas, K: Ponches, BR: Bases robadas, OR: Outs robando, AVG: Porcentaje de bateo.

### Como mánager
Estadísticas como mánager de Frank Chance en las Grandes Ligas.
| Equipo  | Temporadas | JG  | JP  | PCT  |
| ------- | ---------- | --- | --- | ---- |
| Cubs    | 8          | 768 | 389 | ,664 |
| Yankees | 2          | 117 | 168 | ,411 |
| Red Sox | 1          | 61  | 91  | ,401 |
| Total   | 11         | 946 | 648 | ,593 |

JG: Juegos ganados, JP: Juegos perdidos, PCT: porcentaje de victorias.